# ده میان (راور)
ده میان، یک آبادی از توابع بخش مرکزی، شهرستان راور در استان کرمان ایران است.

## جمعیت
این آبادی در دهستان راور قرار دارد و براساس سرشماری مرکز آمار ایران در سال ۱۳۹۵، خالی از سکنه دائم بوده‌است.